# Crusoe Kuningbal
Crusoe Kuningbal, auch Guningbal genannt, (* 1922; † 1984) ist ein Künstler der Aborigines, der vor allem Holzplastiken herstellte. Sein Thema waren die Felsengeister, die Mimihs. Crusoe Kuningbal schuf Mimih-Skulpturen für Zeremonien, die aus der Traumzeit der Aborigines stammen, sowie einige zum Verkauf am Kunstzentrum in Maningrida im Arnhem Land in Australien.

## Mimih-Thema
Mimih werden von Kuninjku-Aborigines auf Felsen gemalt und im Tanz und in Liedern gewürdigt. Die menschengleichen Wesen sind schlank und dünn und bewegen sich auf Felsen und sobald Gefahr droht, ziehen sie sich in Spalten zurück oder verschmelzen mit den Felsspalten, damit sie nicht vom Sturm verweht werden können. Sie sollen den Aborigines gelehrt haben, wie Zeremonien abgehalten und die Jagd durchgeführt wird. Es sind zahlreiche Felszeichnungen bekannt. Mimihs werden als Zeremonienfiguren in einem Ritual, genannt Mamurrng, oder bei der Geburt eines Knaben verwendet.

## Werk
Ab dem Jahre 1968 bis zu seinem Tode stellte Crusoe Kuningbal Mimihs für zeremonielle Zwecke und einige zum Verkauf her. 
Im Gegensatz zu den gemalten Mimih-Figuren, die in unterschiedlichen Posen dargestellt wurden, sind die Skulpturen von Kuningbal aus Hartholz statisch. Seine hölzernen Skulpturen sind auf rotem Grund mit Reihen aus weißen Punkten gestaltet. In den letzten 10 Jahren seines Lebens war Kuningbal der profilierteste und bekannteste Holzschnitzer der Mimihs. Sein Formensprache inspirierte zahlreiche Skulpturen der jüngsten Zeit. Dennoch beschäftigen sich weitere Künstler mit dem Mimih-Thema.
Als er starb, setzte sein Sohn Crusoe die Tradition seines Vaters mit 3 bis 4 Meter hohen Mimihs fort.